# Association française des enseignants de français
Pour les articles homonymes, voir AFEF.

Logo de l'AFEF

L’Association française des enseignants de français (AFEF) est une association fondée en 1967 qui regroupe des enseignants voulant accompagner la réforme de l'enseignement du français dans le système scolaire français. 

## Histoire
Fondée en 1967, cette association a accompagné la rénovation de cet enseignement d'abord dans une perspective militante puis dans une perspective de recherche-action. L'association organisée en régionales a tenu de nombreux congrès sur les thématiques de l'enseignement du français suivant ou précédant souvent les « modes » pédagogiques et de plus en plus les recherches didactiques.
L'instrument principal de son action a toujours été sa revue, Le Français aujourd'hui et longtemps son supplément qui rendait compte de l'activité de ses régionales ou de son secrétariat national ainsi que de notes de lecture permettant à l'enseignant de se tenir au courant de l'actualité de sa discipline. 
Initialement association regroupant des enseignants du second degré, l'association a vite ouvert son champ de préoccupation à l'enseignement du français « de la maternelle à l'université », puisque tel est son slogan en sous-titre du supplément de sa revue. Toutefois, il faut reconnaître que très peu d'instituteurs rejoindront l'association et que ce sont surtout des professeurs d'école normale formant ces mêmes instituteurs et donc des professeurs du second degré qui constitueront une bonne part de ses membres s'intéressant à l'école primaire. Aussi les préoccupations de l'association resteront longtemps arc-boutées sur le lycée et un peu moins sur le collège.

## Présidents
| Identité                          | Période | Période | Durée |
| Identité                          | Début   | Fin     | Durée |
| --------------------------------- | ------- | ------- | ----- |
| Gérald Antoine (1915 - 2014)      | 1967    |         |       |
| Pierre Barbéris (1926 - 2014)     | 1969    | 1975    | 6 ans |
| Claude Burgelin (d) (né en 1940)  | 1975    | 1979    | 4 ans |
| Raymond Le Loch (d) (1937 - 2019) | 1992    | 1996    | 4 ans |
| Viviane Youx (d)                  | 2003    |         |       |